# HMS Narborough (K578)
HMS Narborough (K578) là một tàu frigate lớp Captain của Hải quân Hoàng gia Anh hoạt động trong Chiến tranh Thế giới thứ hai. Nó nguyên được Hoa Kỳ chế tạo như chiếc DE-569 (chưa đặt tên), một tàu hộ tống khu trục lớp Buckley, và chuyển giao cho Anh Quốc theo Chương trình Cho thuê-Cho mượn (Lend-Lease). Tên nó được đặt theo Chuẩn đô đốc Sir John Narborough (khoảng 1640-1688), người đã từng tham gia cuộc Chiến tranh Anh-Hà Lan thứ ba. Nó đã phục vụ cho đến khi chiến tranh kết thúc tại Châu Âu, hoàn trả cho Hoa Kỳ năm 1946, và cuối cùng bị bán để tháo dỡ vào năm 1946.

## Thiết kế và chế tạo
Buckley là một trong số sáu lớp tàu hộ tống khu trục được Hải quân Hoa Kỳ chế tạo nhằm đáp ứng nhu cầu hộ tống vận tải trong Thế Chiến II, sau khi Hoa Kỳ chính thức tham chiến vào cuối năm 1941. Chúng hầu như tương tự nhau, chỉ với những khác biệt về hệ thống động lực và vũ khí trang bị. Động cơ của phân lớp Backley bao gồm hai turbine hơi nước General Electric để dẫn động hai máy phát điện vận hành hai trục chân vịt, và dàn vũ khí chính bao gồm 3 khẩu pháo pháo 3 in (76 mm)/50 cal.
Những chiếc phân lớp Buckley (TE) có chiều dài ở mực nước 300 ft (91 m) và chiều dài chung 306 ft (93 m); mạn tàu rộng 37 ft 1 in (11,30 m) và độ sâu mớn nước khi đầy tải là 11 ft 3 in (3,43 m). Chúng có trọng lượng choán nước tiêu chuẩn 1.430 tấn Anh (1.450 t); và lên đến 1.823 tấn Anh (1.852 t) khi đầy tải. Hệ thống động lực bao gồm hai nồi hơi và hai turbine hơi nước General Electric công suất 13.500 mã lực (10.100 kW), dẫn động hai máy phát điện công suất 9.200 kilôwatt (12.300 hp) để vận hành hai trục chân vịt;  công suất 12.000 hp (8.900 kW) cho phép đạt được tốc độ tối đa 23 kn (26 mph; 43 km/h). Con tàu mang theo 359 tấn Anh (365 t) dầu đốt, cho phép di chuyển đến 6.000 nmi (6.900 mi; 11.000 km) ở vận tốc đường trường 12 kn (14 mph; 22 km/h).
Vũ khí trang bị bao gồm pháo 3 in (76 mm)/50 cal trên ba tháp pháo nòng đơn đa dụng (có thể đối hạm hoặc phòng không), gồm hai khẩu phía mũi và một khẩu phía đuôi. Vũ khí phòng không tầm gần bao gồm hai pháo Bofors 40 mm và tám pháo phòng không Oerlikon 20 mm. Con tàu có ba ống phóng ngư lôi Mark 15 21 inch (533 mm). Vũ khí chống ngầm bao gồm một dàn súng cối chống tàu ngầm Hedgehog Mk. 10 (có 24 nòng và mang theo 144 quả đạn); hai đường ray Mk. 9 và bốn máy phóng K3 Mk. 6 để thả mìn sâu. Thủy thủ đoàn đầy đủ bao gồm 200 sĩ quan và thủy thủ.
Narborough được đặt lườn như là chiếc DE-569 (chưa đặt tên) tại xưởng tàu của hãng Bethlehem-Hingham Steel Shipyard ở Hingham, Massachusetts vào ngày 6 tháng 10, 1943 và được hạ thủy vào ngày 27 tháng 11, 1943. Con tàu được chuyển giao cho Anh Quốc và nhập biên chế cùng Hải quân Anh như là chiếc HMS Narborough (K 578) vào ngày 21 tháng 1, 1944 dưới quyền chỉ huy của Hạm trưởng, Thiếu tá Hải quân Wilfred Reginald Muttram.

## Lịch sử hoạt động
Narborough đã dành phần lớn thời gian phục vụ cùng Đội hộ tống 15 trong cuộc chiến tranh khi tham gia hộ tống vận tải ven biển và hoạt động tuần tra chống tàu ngầm tại eo biển Manche và Bắc Hải. Sau khi hoàn tất việc chạy thử máy và huấn luyện, nó vượt Đại Tây Dương để đi sang vùng quần đảo Anh, và gia nhập cùng Đội hộ tống 15 tại Swansea, chuẩn bị để tham gia Chiến dịch Neptune, hoạt động hải quân trong khuôn khổ cuộc đổ bộ Normandy.
Lực lượng lên đường vào ngày 5 tháng 6, 1944 để hướng sang eo biển Manche, và hai ngày sau đó đã hộ tống bốn tàu đổ bộ hướng đến bãi Utah cách bãi Omaha khoảng 8 mi (13 km). Tàu chở quân Susan B. Anthony (AP-72) bị trúng một quả thủy lôi lúc khoảng 08 giờ 00, và Narborough cùng với tàu frigate chị em Louis (K515) đã cặp bên mạn Susan B. Anthony và cứu vớt được tất cả binh lính thuộc Sư đoàn 90 Bộ binh Hoa Kỳ trên chiếc tàu chở quân trước khi nó bị đắm. Narborough bị hư hại nhẹ khi cặp bên mạn chiếc tàu chở quân, nên đã quay về Devonport để sửa chữa.
Sang đầu tháng 7, Narborough tách khỏi Đội hộ tống 15 để làm nhiệm vụ tháp tùng bảo vệ cho ba tàu chở quân đi sang khu vực Bordeaux, và cho đổ bộ lực lượng tại vùng cửa sông Gironde. Đến giữa tháng 7, nó cùng tàu frigate chị em Inglis (K570) và một tàu hộ tống khác hướng sang Tây Ban Nha (đang giữ vị thế trung lập trong cuộc chiến) để hộ tống những tàu buôn Anh đang ẩn náu tại các cảng Bilbao, Santander và San Sabestion quay trở về Anh. Hành trình quay trở về của Narborough bị trì hoãn do một trong những tàu nó hộ tống gặp trục trặc kỹ thuật nồi hơi.
Quay về Devonport để tiếp nhiên liệu và tiếp liệu vào ngày 4 tháng 8, Đội hộ tống 15 phải ra khơi ngay sau đó để tuần tra chống tàu ngầm trong khu vực vịnh Biscay. Cho dù vùng biển này thường xuyên có tàu ngầm U-boat Đức hoạt động, lượt tuần tra của đơn vị đã không bắt gặp được đối thủ nào. Trong tháng 10 và tháng 11 Narborough tham gia thành phần hộ tống cho Đoàn tàu JW 61, một đoàn tàu vận tải Bắc Cực đi sang Murmansk, Liên Xô; trong chặng quay trở về tàu frigate Mounsey (K569) bị hư hại do trúng ngư lôi, và Narborough đã kéo con tàu chị em quay trở lại bán đảo Kola để sửa chữa.
Sang tháng 2, 1945, Đội hộ tống 15 chuyển đến đặt căn cứ tại Devonport để làm nhiệm vụ tuần tra tại khu vực eo biển Manche và Bắc Hải nhằm đối phó các tàu E-Boat đối phương cho đến khi chiến tranh chấm dứt. Narborough hiện diện tại Belfast khi xung đột kết thúc tại châu Âu, nhưng nó phải lên đường đi sang Wilhemshaven để hộ tống bốn tàu U-boat đã đầu hàng đi đến Lisahally, và tiếp tục những nhiệm vụ khác nhau dưới quyền Bộ chỉ huy Plymouth. Nhiệm vụ cuối cùng nó thực hiện là kéo một tàu U-boat đi từ Lisahally đến Lenningrad; tuy nhiên thời tiết bất lợi và biển Baltic bị đóng băng khiến nó bị kẹt lại tại Liepāja, Latvia cho đến tháng 11, khi nó quay trở về Portsmouth.
Narborough được chính thức hoàn trả cho Hoa Kỳ vào ngày 4 tháng 2, 1946, nhằm giảm bớt chi phí mà Anh phải trả cho Hoa Kỳ trong Chương trình Cho thuê-Cho mượn (Lend-Lease). Do dư thừa so với nhu cầu về tàu chiến sau khi chiến tranh đã chấm dứt, nó bị bán để tháo dỡ vào ngày 14 tháng 12, 1946.